# Albert Voinea
Albert Nicolae Voinea (sinh ngày 6 tháng 12 năm 1992 ở Târgu Jiu) là một cầu thủ bóng đá người România thi đấu ở vị trí tiền đạo cho đội bóng Liga III Șirineasa.